# پارک سونگ-هی
پارک سونگ-هی (انگلیسی: Park Seung-hi؛ زادهٔ ۲۸ مارس ۱۹۹۲) اسکیت‌باز سرعت اهل کره جنوبی است.